# Meganola mediolinealis
Meganola mediolinealis is een vlinder uit de familie visstaartjes (Nolidae). De wetenschappelijke naam van deze soort is voor het eerst geldig gepubliceerd in 1962 door de Toulgoët.
De soort komt voor in tropisch Afrika.